# Antonio de Yepes
Pour les articles homonymes, voir Yepes.
Antonio de Yepes (en latin : Antonius (de) Yepes) est un moine bénédictin et historien espagnol, né en 1554 à Valladolid et mort dans la même ville en 1618.
Il est notamment l'auteur d'une chronique générale de l'ordre de Saint-Benoît en sept volumes intitulée Crónica general de la Orden de San Benito (Irache-Pamplona-Valladolid, 1609-1621). Cet important recueil, qui ne s'étend que jusqu'au XIIe siècle, a été traduit en latin, sous forme d'abrégé, par Gabriel Bucelin, et en français, dans son entier, par Dom Martin Rethelois (1647-1684).